# BMW R1200 RT
La BMW R1200RT es una motocicleta de turismo fabricada por la compañía alemana BMW Motorrad desde el año 2004, sustituyendo a la BMW R1150RT.